# Hugh Robert Wilson

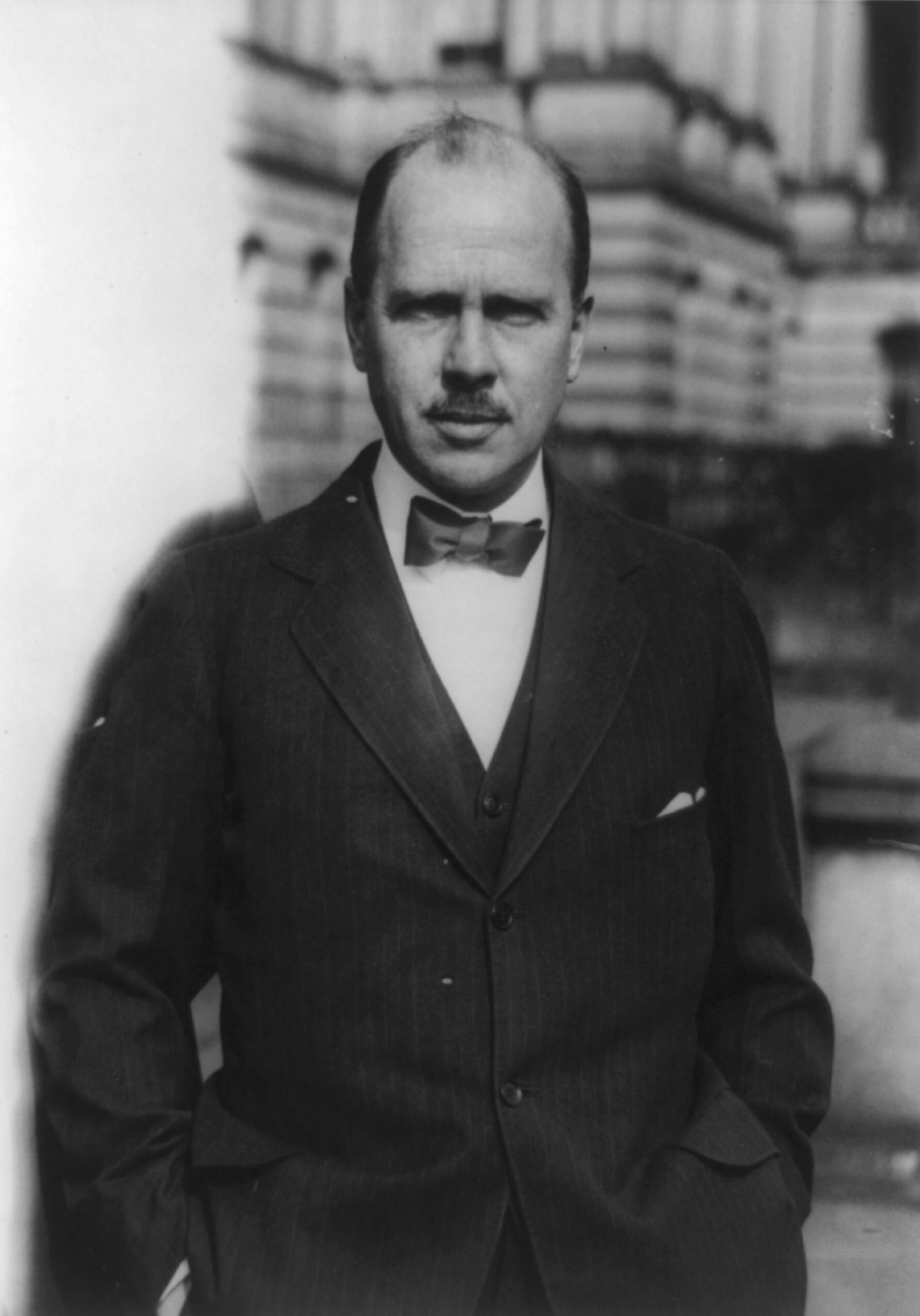
Hugh Robert Wilson; 1927 als neuer Gesandter in der Schweiz

Hugh Robert Wilson (* 29. Januar 1885 in Evanston, Illinois; † 29. Dezember 1946 in Bennington, Vermont) war ein US-amerikanischer Diplomat, Botschafter der Vereinigten Staaten in Bern, Berlin und Tokio sowie 1937 Assistant Secretary of State.

## Leben
Die Eltern von Hugh Robert Wilson waren Alice Tousey und Robert Wilson. 1902 ging Wilson von der High School in Pottstown, Pennsylvania ab und begann ein Studium an der Yale University, an der er 1906 mit einem Bachelor graduierte. In den Jahren 1907–1910 war Wilson im Möbel-Großhandel seines Bruders beschäftigt. 1910 studierte er Politikwissenschaften an der Universität von Paris. 1911 trat Wilson in das State Department ein, das ihn bis 1912 als Botschaftssekretär nach Lissabon entsandte. Danach war er bis 1914 Handelsattaché an der US-Gesandtschaft in Guatemala-Stadt. Es schlossen sich Berufungen als Botschaftssekretär zweiter Klasse von 1914 bis 1916 in Buenos Aires, Argentinien und von 1916 bis 1917 in Berlin im Deutschen Reich an. Ähnliche Funktionen übte Wilson als von 1917 bis 1920 nacheinander in Wien, Bern, Paris und Rom aus.
1920 kehrte Wilson als Botschaftsrat nach Berlin zurück und wechselte 1921 nach Tokio, Japan, wo er bis 1923 akkreditiert war. In den Jahren 1924 bis 1927 war Wilson Abteilungsleiter im State Department. 1927 war er Mitglied der US-Delegation bei der Abrüstungskonferenz in Genf und wurde 1928 Delegierter der Vereinigten Staaten beim Völkerbund in Genf. Außerdem war er von April 1927 bis August 1937 Botschafter der USA in der Schweiz. 1930 nahm Hugh Wilson an der Flottenkonferenz in London teil.
1937 wurde Wilson von Präsident Franklin D. Roosevelt zum Assistant Secretary of State ernannt. 1938 war Wilson Botschafter der USA in Berlin.
Danach war Wilson bis 1940 im State Departement beschäftigt. Am 1. Januar 1941 wurde er in den Ruhestand versetzt und wurde Mitglied der Planungsgruppe des Office of Strategic Services.
Mit William Richards Castle, Jr., Joseph Grew und Joseph W. Ballantine, dem Assistant Chief of the Eastern Division, bildete Wilson die „Japan Connection“, die 1941 zu verhindern versuchte, dass der Konflikt zwischen den Regierungen von Japan und den USA bewaffnet ausgetragen wird.
1941 erschienen seine Erinnerungen Diplomat between wars (New York, Longmans Green).
Hugh Robert Wilson wurde nach seinem Tod auf dem Rosehill Cemetery in Chicago, Illinois beigesetzt.

## Zitate
„We have assumed defense of the hemisphere and at the same time we have nothing south of the Caribbean Sea which will aid us in making such an assumption definitive. We have neither landing fields nor sea bases. nor have we such control of policy of the individual state which could prevent them from invinting trouble.“

(Wir haben die Verteidigung der Hemisphäre geschultert, dabei haben wir nichts im Süden der Karibik, was uns dabei helfen könnte. Wir haben weder Landeplätze noch Marinestützpunkte. Noch kontrollieren wir die Politik einzelner Staaten, sodass Probleme abgewehrt werden könnten.)
| Vorgänger           | Amt                                                         | Nachfolger                              |
| ------------------- | ----------------------------------------------------------- | --------------------------------------- |
| Hugh S. Gibson      | US-Gesandter in Bern 11. Juni 1927 bis 8. Juli 1937         | Leland B. Harrison                      |
| William Edward Dodd | US-Botschafter in Berlin 3. März 1938 bis 16. November 1938 | Geschäftsträger Alexander Comstock Kirk |